# Algemene begraafplaats Winterswijk
De algemene begraafplaats Winterswijk is een gemeentelijke begraafplaats aan de Kerkhoflaan in de Nederlandse plaats Winterswijk.

## Oorlogsgraven
Er zijn meerdere oorlogsgraven op de begraafplaats van mensen die zijn gestorven als gevolg van de Tweede Wereldoorlog.

### Verzet
Op de begraafplaats ligt het graf van verzetsstrijder Geert Wever.
Hij stierf op 1 november 1944 in Winterswijk.

### Burgerslachtoffers
Er ligt een aantal graven van burgerslachtoffers.
Zij kwamen vrijwel allen om in Duitsland, in concentratiekampen of als gevolg van de Arbeitseinsatz.

### Gemenebest
Op de begraafplaats liggen 50 doden uit de Tweede Wereldoorlog begraven, afkomstig uit landen van het Gemenebest.
Het zijn vliegeniers die in de omgeving neerkwamen, en soldaten die sneuvelden bij de bevrijding van Winterswijk, in de slotfase van de oorlog.
De graven bevinden zich aan de noordwestkant van de begraafplaats en er staat een herdenkingskruis (Cross of Sacrifice) naar ontwerp van Sir Reginald Blomfield.
Het is uitgevoerd in natuursteen, en er is een bronzen zwaard op aangebracht.
De graven staan bij de Commonwealth War Graves Commission geregistreerd onder Winterswijk Cemetery.
Op de achtergrond staat verder nog een houten kruis met de tekst: zij vielen voor ons.

## Graftrommels

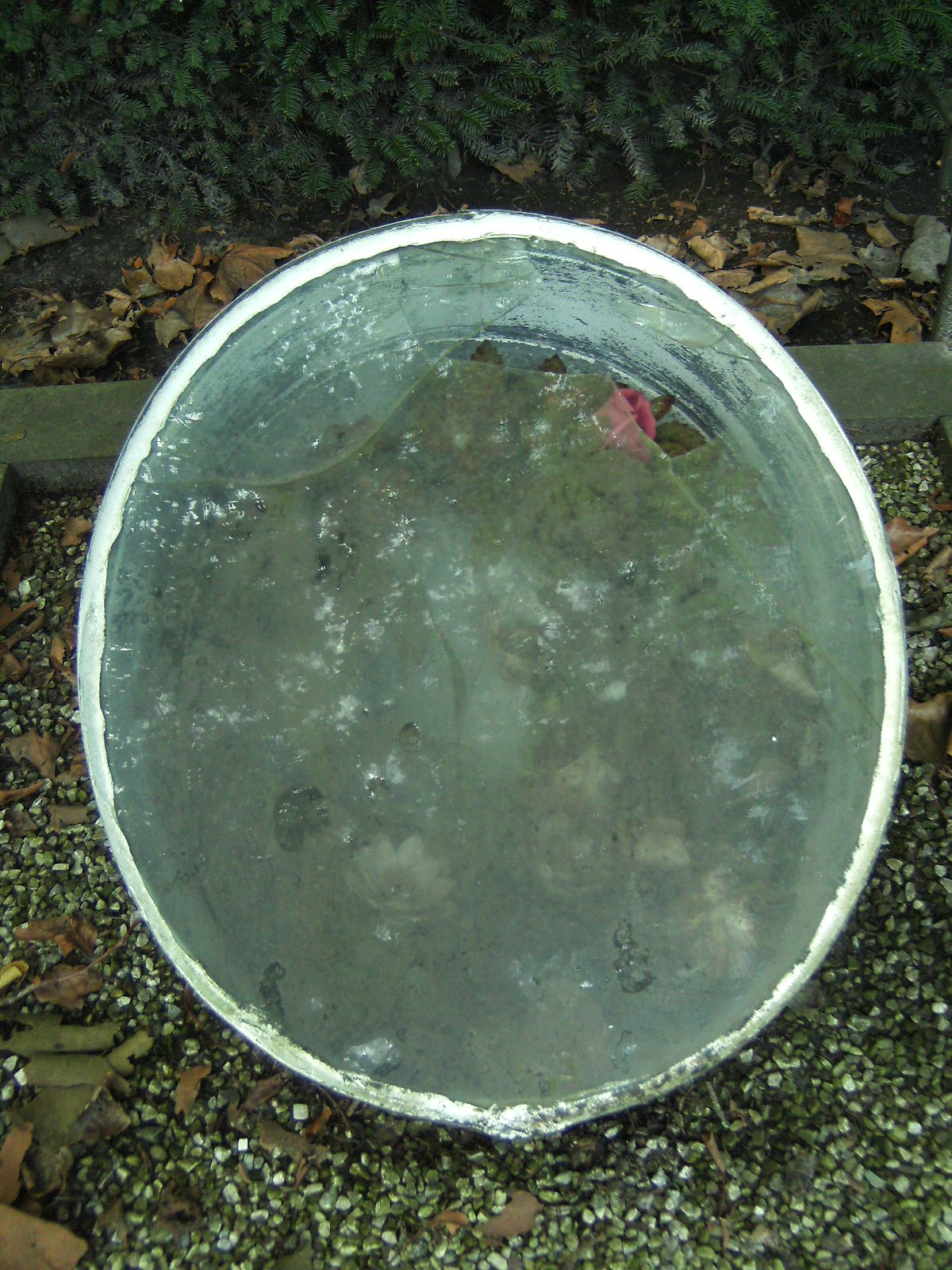
Graftrommel

Op de begraafplaats is nog een aantal graftrommels aanwezig. Deze vormen een aanvulling op een grafsteen of zijn als enig herinneringsteken op een graf geplaatst. Ze dateren uit de eerste helft van de twintigste eeuw. Hoewel de begraafplaats goed wordt onderhouden zijn de meeste trommels anno 2011 sterk verwaarloosd.